# A nő kétszer
A nő kétszer (Sliding Doors) című film egy brit-amerikai romantikus filmdráma, amit 1998-ban mutattak be. A filmet írta és rendezte Peter Howitt, a zenét David Hirschfelder komponálta. Főszereplők Gwyneth Paltrow, John Hannah, John Lynch, Jeanne Tripplehorn és Zara Turner.
A történet két szálon fut. Van egy fiktív és valószerűtlen párhuzama, aminek a cselekményben meg kellett volna történnie. Ez az úgynevezett "mi lett volna ha..." címmel.
A forgatókönyv úgy lett megírva, hogy mindkét síkon fény derül a főhős barátjának a félrelépésére, csak a gondolati rész azonnal, míg a reális elnyújtva tálalja a kijózanítást.

## Cselekménye
|  | Alább a cselekmény részletei következnek! |

A történet középpontjában egy fiatal nő, Helen Quilley (Gwyneth Paltrow) áll, aki PR feladatokat lát el egy cégnél. Épp a munkahelyére igyekszik, amikor megtudja, hogy főnöke elbocsátotta az állásából azzal az ürüggyel, hogy nem tudta megkínálni semmilyen itallal a céghez érkezett üzletembereket. Helen ugyanis a születésnapja alkalmából tulajdonította el a pezsgőket szó nélkül. A kirúgásának napján akarta pótolni azokat. Mivel Helent a vezetőség nem kedvelte, ez a jelentéktelen csíny kedvező lehetőséget adott az eltávolítására.
Miközben Helen igyekszik haza és siet a metróhoz, ekkor szakad a cselekmény két részre:
Mi történik akkor, ha Helen eléri a metrót: találkozik a metrón egy kezdetben idegesítő férfival, James Hammertonnal, aki még a liftben felvette Helen fülbevalóját. Helen hazaérve ott találja a barátját, Gerry-t a volt barátnőjével Lydiával, aki három évig az Egyesült Államokban tartózkodott. Miután Helen faképnél hagyta Gerry-t, egy lokálban lerészegedik, miközben ismét találkozik James-szel. A legjobb barátnője, Anna a gondjaiba veszi a lelkileg összetört lányt. Helen megkedveli James személyiségét és lassan beleszeret, de kiderül, hogy Jamesnek van egy felesége, Claudia. James sikeresen elsimítja egy releváns magyarázattal azt a tényt, hogy miért nem említette, hogy van felesége (amit Helen véletlenül tud meg). Három éve vette feleségül, de már fél éve nincsenek együtt, csak a látszat kedvéért maradtak együtt, mivel James édesanyja, Mrs. Hammerton beteg.
Mi történik akkor, ha Helen nem éri el a metrót: hív egy taxit, de közben kirabolják és megsérül. A taxisofőr felajánlja a segítségét és beviszi a kórházba, ahol némi időtöltés után haza veszi az irányt. Otthon már csak Gerry-t találja, aki mindent elkövet, hogy az árulkodó nyomokat eltüntesse szeretője, Lydia után. Helen elmondja, hogy kirúgták, ezért este mindketten italba fojtják bánatukat. Helen mivel nem talál az újsághirdetésekben szervezői állást, így kénytelen a számára nem éppen a legédesebb munkát elvállalni, a szendvics-kihordást és a felszolgálást. Munkavégzés közben érintkezik Lydiával is, azért, mert tudni akarta, kit is szeret annyira Gerry. "A nézőben a férfi iránt undor ébred fel, ugyanis Helen dupla műszakban dolgozik, hogy talpon tudjanak maradni, miközben Gerry az állítólagos könyve helyett megcsalja kedvesét." Elnyújtva bár, de Gerry lelepleződik, mivel Helen "összefűzi" a szálakat.
A valós és valótlan síkon Gerry a legjobb barátjával, Russell-lel osztja meg a gondolatait: a vergődését, a döntésképtelenségét és az erkölcsi válságát is. Anna is szerepel párhuzamosan, akinek Helen panaszkodik.
A film egy szálra kerül akkor, amikor mindkét Helen kórházba kerül. A virtuálisat elüti egy kisbusz, a valós pedig lezuhan a lépcsőn. Csak az a Helen marad életben – értelemszerűen – amelyik a valóságot képviselte, viszont mind a kettő elveszítette a gyermekét a baleset következtében. A történet egy keretben foglalódik, amikor Helen újra a liftben leejti a fülbevalóját, és James ismét felveszi. Ekkor már a nő tudja, hogy mit kell válaszolnia a férfinak arra hogy: "Tudja, hogy mit mondanak Monty Pythonék?" – "Senki sem számít a spanyol inkvizícióra", hiszen a film elején elhangzott válasza: "mindig nézd az élet napos oldalát". Ebből a kijelentésből derül ki, hogy az univerzális része a filmnek mégsem tűnt el teljesen.
|  | Itt a vége a cselekmény részletezésének! |

## Szereplők
| Színész            | Szerep          | Magyar hang          | Magyar hang   |
| Színész            | Szerep          | 1. szinkron          | 2. szinkron   |
| ------------------ | --------------- | -------------------- | ------------- |
| Gwyneth Paltrow    | Helen Quilley   | Nagy-Kálózy Eszter   | Gubás Gabi    |
| John Hannah        | James Hammerton | Szabó Sipos Barnabás | Stohl András  |
| John Lynch         | Gerry           | Kálid Artúr          | Rajkai Zoltán |
| Jeanne Tripplehorn | Lydia           | Kiss Erika           | Györgyi Anna  |
| Zara Turner        | Anna            | Hámori Eszter        | Ruttkay Laura |
| Douglas McFerran   | Russell         | Berzsenyi Zoltán     | Görög László  |
| Paul Brightwell    | Clive           | Bicskey Lukács       |               |
| Nina Young         | Claudia         | Holló Orsolya        |               |
| Kevin McNally      | Paul            | Katona Zoltán        | Harmath Imre  |
| Virginia McKenna   | James édesanyja | Várnagy Katalin      |               |

## Forgatási helyszínek
- Londoni metró
  - Waterloo állomás
  - Waterloo & City Line
  - Fullham Broadway állomás a District vonalon
- Hammersmith híd
- Belsize park
- Blue Anchor kocsma

## Bevétel és kritika
A film az első hétvégén 834 817 dollárral nyitott, majd a második hétvégére 1 640 438 dollárra nőtt a bevétel, amely 96,5%-os növekedés jelentett. Ez végül az Egyesült Államokban 11 841 544 dollár bevételt hozott. Az Egyesült Királyságban a profit meghaladta a 12 000 000 fontot.
A Rotten Tomatoes felmérése szerint 63%-ban 48 értékelésből kifolyólag osztott narratívák jelentkeztek, akiknek a többsége sikeresnek vélte a két síkon történő filmkészítést.
További felmérések: 
- Metacritic[6]
- Time Out

Agnieszka Holland lengyel filmrendező szerint A nő kétszer egy gyenge utánérzése a  Véletlen (Przypadek) című 1981-es filmnek  annak filozófiai mélysége és stílusbeli finomságai nélkül.
Az 1998-as Európai film-díjkiosztón Peter Howittot jelölték „Az év legjobb forgatókönyve" díjra.

## Zene
- Aimee Mann – "Amateur"
- Elton John – "Benny and the Jets"
- Dido – "Thank You" (kivezető zene)
- Aqua (együttes) – "Turn Back Time" (filmzene)
- Jamiroquai – "Use the Force"
- Abra Moore – "Don't Feel Like Cryin'"
- Peach – "On My Own"
- Olive – "Miracle"
- Dodgy – "Good Enough"
- Blair – "Have Fun, Go Mad" (bevezető zene)
- Andre Barreau – "Got a Thing About You"
- Andre Barreau – "Call Me a Fool"

A brit énekesnő, Dido "Thank You" című zenéje, a film kivezető zenéjeként egyfajta reklámmal szolgált számára, ugyanis a dal csak három évvel később, 2001-ben került ténylegesen a közönség elé.